# SL函館大沼號列車
SL函館大沼號（日语： SL Hakodate Ōnuma-gō */?）列車是由北海道旅客鐵道（JR北海道）營運，行走於函館本線函館站至森站之間的臨時普通列車。該列車由蒸氣機車(SL) 牽引。

## 運行概況
SL函館大沼號主要在日本黃金周時期和暑假期間行走，在每個運輸日設有1個往返班次。此列車所有全座位都是指定制，乘車時需要另外支付SL指定席費用。編成方面，除了普通車廂外，還連結自助餐車和守車。各車輛均設有不同主題裝飾，例如「道南之花」、「幕末」和「異國風情」。
在去程班次方面，當列車從函館站出發後，會途經陡峭區間的仁山站，隨後乘客可於車內觀賞大沼、小沼和駒岳等大沼國定公園之景色，最後列車會以森站為終點站。
在回程班次方面，當列車從森站出發後，會途經砂原支線，除了可讓乘客觀賞大沼國定公園景色外，還可於支線內觀賞內浦灣的風色。列車到達大沼站後會一度折返至大沼公園站。隨後列車從大沼公園站出發後，會使用與去程相同的路線前往終點站函館站。
列車編號方面，下行列車整個區間為9989，上行列車在森至大沼之間為9990，大沼至大沼公園之間為9991，大沼公園至函館之間為9992。
在2014年，由於JR北海道在安全體制方面進行調整，當中由於蒸氣機車較難安裝新型的自動列車停止裝置 (ATS)。另外，由於需要優先為北海道新幹線的開通做準備。因此在2014年度是最後一個年度開辦SL二世古號列車、SL函館聖誕Fantasy號和SL函館大沼號，在該年度後廢除。而此列車最後在2014年12月以SL函館聖誕Fantasy號的名義行走後便廢除。

## 使用車輛

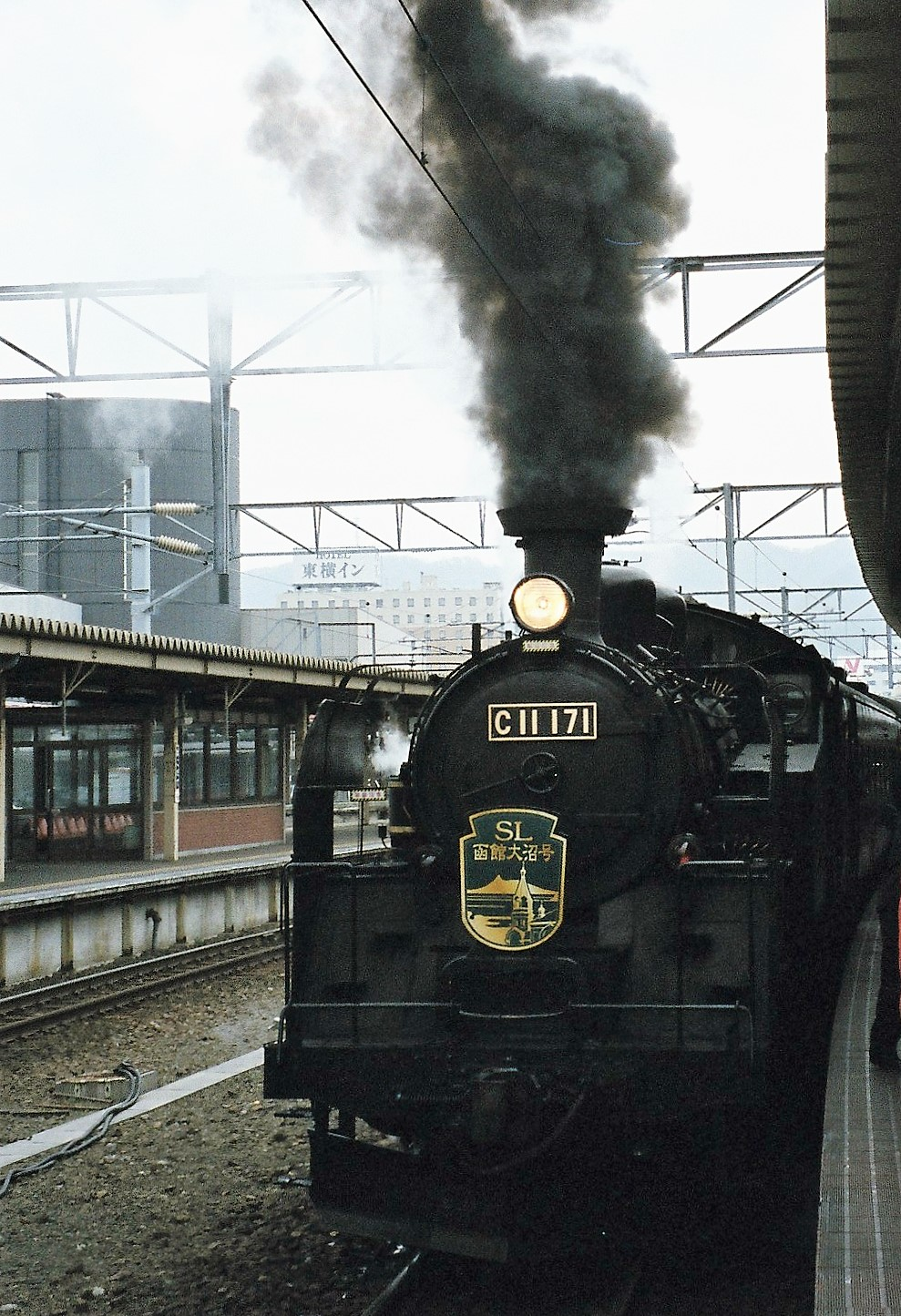
在函館站停靠中的SL函館大沼號（2006年4月30日）

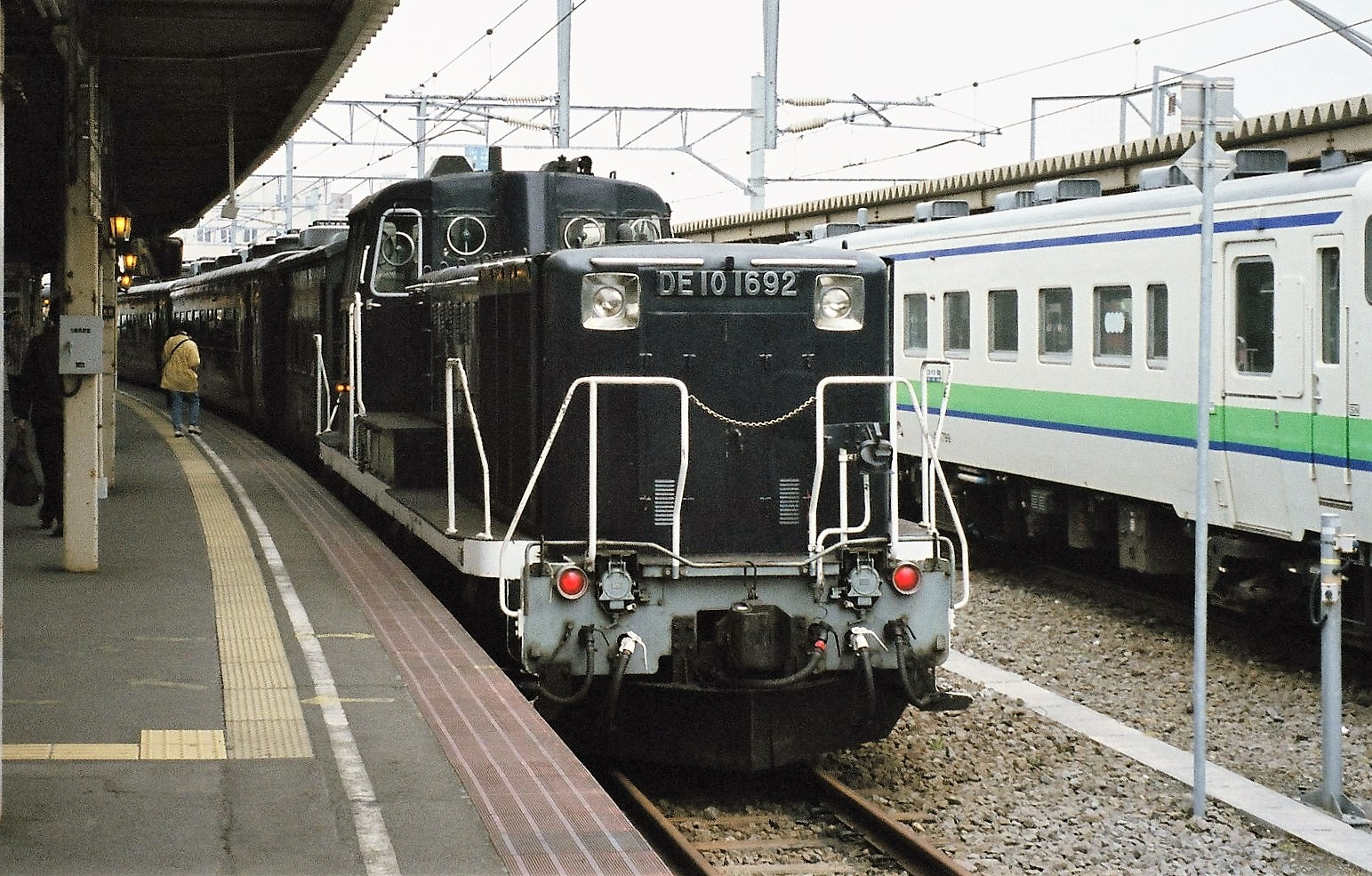
在整抽列車最後一卡會連結DE10形和守車（2006年4月30日，函館站）

### 牽引機車
「SL函館大沼號」使用旭川運輸所所屬的C11 171和C11 207，以機車重聯的方式牽引客車。由於森站內沒有轉車盤，因此上行列車會逆方向行駛。

### 補助機車（補機）
在整抽列車的最後方，會連結函館運輸所所屬的DE10形。回程中，上行列車在大沼至大沼公園之間，該機車會在最前方牽引。

### 客車
在2003年（平成15年）夏季起使用SL鈴蘭號的車輛行走。以下為編成內容。1號車廂是靠近函館一方。
- 守車 - Yo4350（Yo3500形）（日语：国鉄ヨ3500形貨車）
- 1號車廂 - OHa14 519（座位車廂）
- 2號車廂 - OHa14 526（座位車廂）
- 3號車廂 - SuHaShi44 1（日语：国鉄スハ43系客車#現状）（自助餐車）
- 4號車廂 - SuHaFu14 505（座位車廂）

此外還可能會增加連結SuHaFu14 507。
2003年（平成15年）春季前使用SL二世古號的車輛行走。以下為編成內容。1號車廂是靠近函館一方。
- 守車 - Yo4350
- 1號車廂 - SuHaFu42 2261（日语：国鉄スハ43系客車#スハフ42形）（座位車廂）
- 2號車廂 - OHaShi47 2001（自助餐車）
- 3號車廂 - OHaFu33 2555（座位車廂）
- 4號車廂 - OHaFu42 2071（座位車廂）

## 停車站
- 去程 - 下行從函館出發前往森的列車
函館站 - 五稜郭站 - 渡島大野站 - 大沼公園站 - 森站
- 回程 - 上行從森出發前往函館的列車
森站 - 渡島砂原站 - 鹿部站 - 流山溫泉站 - （大沼站） - 大沼公園站 - 渡島大野站 - 五稜郭站 - 函館站
在大沼站運輸停車。
流山溫泉站（2002年（平成14年）4月27日啟用）在啟用起已經成為停車站。
渡島大野站只於2013年至2014年之間成為停車站。

## 擔當車掌區
- 函館運輸所

## 車內販賣
在自助餐車內設有販賣商品、便當和土產。

## 歷史
- 2001年（平成13年）4月28日 - 開設「SL函館大沼號」[5]。
- 2009年（平成21年） - 下行從函館出發前往森的列車在七飯至大沼之間由途經藤城支線變為途經仁山。
- 2012年（平成24年）4月30日 - 從開設「SL函館大沼號」當日起，乘車人次累計達到10萬人次[6]。
- 2014年（平成26年）12月 - 與「SL函館聖誕Fantasy號」一同廢除。

## 商標
「SL函館大沼號」被北海道旅客鐵道註冊為商標。
| 項目       | 內容                    |
| ---------- | ----------------------- |
| 商標       | SL／函館大沼號          |
| 讀法       |                         |
| 申請編號   | 商願2001-73034          |
| 申請日期   | 2001年(平成13年)7月24日 |
| 登錄編號   | 第4576358號             |
| 登錄日     | 2002年(平成14年)6月14日 |
| 擁有者     | 北海道旅客鐵道株式會社  |
| 業務等區分 | 14、21類                |
| 商標到期日 | 2022年(令和4年)6月14日  |

## 注腳